# Pasching
Pasching é uma cidade da Áustria, com população de 6100 habitantes. Fica perto de Linz e faz fronteira com Leonding, Hörsching, Wilhering e Traun.